# Layla and Other Assorted Love Songs
| Críticas profissionais | Críticas profissionais |
| Avaliações da crítica  | Avaliações da crítica  |
| Fonte                  | Avaliação              |
| ---------------------- | ---------------------- |
| All Music Guide        | 5 de 5 estrelas.       |
| Robert Christgau       | A+                     |

Layla and Other Assorted Love Songs é o único álbum de estúdio da banda Derek and the Dominos, lançado em dezembro de 1970. É considerado atualmente como um dos pontos mais altos da carreira de Eric Clapton.
Além dos conhecidos membros do grupo, a gravação também contou em quase todas as faixas com a participação do lendário guitarrista Duane Allman, da The Allman Brothers Band, que foi convidado a participar após ter ficado amigo de Clapton e pedido para acompanhar a gravação do disco. Ambos se conheceram através do produtor Tom Dowd, que estava produzindo o segundo álbum da Allman Brothers Band, Idlewild South, quando recebeu a ligação de Clapton para produzir seu disco. Duane fora convidado a se juntar ao Derek and the Dominos posteriormente, mas preferiu continuar com sua própria banda.
Em 2003, a rede de televisão VH1 nomeou o álbum como o 89° maior álbum de todos os tempos. No mesmo ano, a revista Rolling Stone nomeou o álbum como o 115º maior de todos os tempos, como parte da Lista dos 500 melhores álbuns de sempre.

## Faixas
1. "I Looked Away" (Clapton, Whitlock) – 3:05
2. "Bell Bottom Blues" (Clapton) – 5:02
3. "Keep On Growing" (Clapton, Whitlock) – 6:21
4. "Nobody Knows You When You're Down And Out" (Cox) – 4:57
5. "I Am Yours" (Clapton, Nezami) – 3:34
6. "Anyday" (Clapton, Whitlock) – 6:35
7. "Key To The Highway" (Segar, Broonzy) – 9:40
8. "Tell the Truth" (Clapton, Whitlock) – 6:39
9. "Why Does Love Got To Be So Sad?" (Clapton, Whitlock) – 4:41
10. "Have You Ever Loved A Woman" (Myles) – 6:52
11. "Little Wing" (Hendrix) – 5:33
12. "It's Too Late" (Willis) – 3:47
13. "Layla" (Clapton, Gordon) – 7:04
14. "Thorn Tree In The Garden" (Whitlock) – 2:53

## Integrantes
- Eric Clapton - guitarra e vocal
- Bobby Whitlock - órgão, piano, vocal e violão
- Jim Gordon - bateria, percussão e piano
- Carl Radle - baixo e percussão
- Duane Allman - guitarra (faixas 4 a 14)